# WWE Hall of Fame
WWE Hall of Fame (cunoscută anterior sub numele de WWF Hall of Fame) este o instituție a wrestlingului profesionist american ce grupează cele mai mari personalități din lumea wrestlingului care au activat în cadrul World Wrestling Entertainment și care, prin activitatea lor au devenit de-a lungul vremii adevărate legende ale industriei wrestlingului mondial. Superstarurile se aleg cu puțin timp înainte de PPV-ul Wrestlemania.

## Inducți

### Individual
- Class headliners appear in boldface

| An   | Imagine | Nume în ring (Nume la naștere)                             | Introdus de                                         | WWE recognized accolades |
| ---- | ------- | ---------------------------------------------------------- | --------------------------------------------------- | --- |
| 1993 |         | André the Giant (André Roussimoff)                         | None                                                | Posthumous inductee: One-time WWF World Heavyweight Champion, one-time WWF World Tag Team Champion. No ceremony took place. On the 22 martie 1993 episode of WWF Monday Night Raw a video package announcing his induction was shown. |
| 1994 | N/A     | Arnold Skaaland                                            | Shane McMahon                                       | One-time WWWF United States Tag Team Champion and long-time manager of Bruno Sammartino and Bob Backlund in WWF. |
| 1994 | N/A     | Bobo Brazil (Houston Harris)                               | Ernie Ladd                                          | Seven-time WWWF United States Heavyweight Champion, one-time NWA United States Heavyweight Champion. |
| 1994 | N/A     | "Nature Boy" Buddy Rogers (Herman Rohde Jr.)               | Bret Hart                                           | Posthumous inductee: One-time NWA World Heavyweight Champion and first WWWF World Heavyweight Champion. |
| 1994 | N/A     | Chief Jay Strongbow (Luke Scarpa)                          | Gorilla Monsoon                                     | Four-time WWWF/WWF World Tag Team Champion. |
| 1994 |         | "Classy" Freddie Blassie                                   | Shane McMahon                                       | Held over 30 NWA regional championships. Long-time manager in WWF. |
| 1994 | N/A     | Gorilla Monsoon (Robert Marella)                           | Jim Ross                                            | Two-time WWWF United States Tag Team Champion. Former WWF announcer and onscreen President. |
| 1994 | N/A     | James Dudley                                               | Vince McMahon                                       | First African American to run a major arena in the United States. |
| 1995 |         | Antonino Rocca (Antonino Biasetton)                        | Diesel                                              | Posthumous inductee: Represented by his wife. One-time WWF International Heavyweight Champion. Pioneer of the acrobatic wrestling style. |
| 1995 | N/A     | "Big Cat" Ernie Ladd                                       | Bobo Brazil                                         | Won several NWA regional titles, and was one of few professional wrestlers to have had a successful career in American football. |
| 1995 |         | George "The Animal" Steele (William Myers)                 | Doink the Clown                                     | One of professional wrestling's first monster heels. |
| 1995 | N/A     | Ivan Putski (Józef Bednarski)                              | Scott Putski                                        | One-time WWF Tag Team Champion. |
| 1995 |         | The Fabulous Moolah (Mary Ellison)                         | Alundra Blayze                                      | A four-time WWF Women's Champion prior to her induction, her first reign is recognized as lasting a record 28 years. |
| 1995 | N/A     | The Grand Wizard (Irwin Roth)                              | Sgt. Slaughter                                      | Posthumous inductee: Represented by Bobby Harmon. Long-time heel manager in WWF. |
| 1995 |         | Pedro Morales                                              | Savio Vega                                          | Savio Vega accepted the induction. One-time WWWF World Heavyweight Champion whose reign lasted nearly three years, and the first WWF Triple Crown Champion. He was also the first Latino to win the world title. |
| 1996 | N/A     | "Baron" Mikel Scicluna                                     | Gorilla Monsoon                                     | One-time WWWF World Tag Team Champion and one-time WWWF United States Tag Team Champion. |
| 1996 |         | "Captain" Lou Albano                                       | Joe Franklin                                        | One-time WWWF United States Tag Team Champion. As a manager, he led 13 different tag teams to a record 17 tag team titles and four singles wrestlers to various championships. His association with Cyndi Lauper was pivotal in turning professional wrestling into a mainstream phenomenon. |
| 1996 |         | Jimmy "Superfly" Snuka (James Smith)                       | Don Muraco                                          | One-time NWA United States Heavyweight Champion, two-time NWA World Tag Team Champion, two-time ECW Heavyweight Champion. As of September 2015, Jimmy Snuka's profile is no longer in the Hall of Fame section at WWE.com. However, this does not necessarily mean that Snuka has been removed from the WWE Hall of Fame completely. No statement has been made by WWE yet about this matter. However, his name remained on the list of inductees for that year in the third volume of the WWE Encyclopedia released in 2016.                                             |
| 1996 |         | Johnny Rodz (Johnny Rodriguez)                             | Arnold Skaaland                                     | Wrestled in WWF for nearly two decades. |
| 1996 |         | Killer Kowalski (Edward Spulnik)                           | Triple H                                            | One-time WWWF World Tag Team Champion, held seventeen NWA regional championships. |
| 1996 |         | Pat Patterson (Pierre Clermont)                            | Bret Hart                                           | One-time and first WWF Intercontinental Heavyweight Champion, one-time AWA World Tag Team Champion and held over 20 NWA regional championships. Credited as the creator of the Royal Rumble match |
| 1996 | N/A     | Vincent J. McMahon                                         | Shane McMahon                                       | Posthumous inductee: Represented by the McMahon family. Founder and longtime promoter of the World (Wide) Wrestling Federation. |
| 2004 |         | Big John Studd (John Minton)                               | Big Show                                            | Posthumous inductee: Represented by his son John Minton Jr. One-time WWWF World Tag Team Champion, 1989 Royal Rumble winner. |
| 2004 | N/A     | Don Muraco                                                 | Mick Foley                                          | Two-time WWF Intercontinental Heavyweight Champion. First winner of the King of the Ring tournament. |
| 2004 |         | Greg "The Hammer" Valentine (Gregory Wisniski)             | Jimmy Hart                                          | Two-time NWA United States Heavyweight Champion, four-time NWA World Tag Team Champion, one-time WWF Intercontinental Heavyweight Champion and one-time WWF Tag Team Champion. |
| 2004 |         | Harley Race                                                | Ric Flair                                           | Eight-time NWA World Heavyweight Champion, one-time and first NWA United States Heavyweight Champion, three-time AWA World Tag Team Champion and WWF King of the Ring winner in 1986. |
| 2004 |         | Jesse "The Body" Ventura (James Janos)                     | Tyrel Ventura                                       | One-time AWA World Tag Team Champion. Former commentator in WWF and WCW. |
| 2004 |         | Junkyard Dog (Sylvester Ritter)                            | Ernie Ladd                                          | Posthumous inductee: Represented by his daughter LaToya Ritter. Held fifteen championships while wrestling in the Mid-South Wrestling Association including four reigns as Mid-South North American Heavyweight Champion. |
| 2004 |         | Sgt. Slaughter (Robert Remus)                              | Pat Patterson                                       | One-time WWF World Heavyweight Champion and two-time NWA United States Heavyweight Champion |
| 2004 |         | Superstar Billy Graham (Eldridge Coleman)                  | Triple H                                            | One-time WWWF World Heavyweight Champion. |
| 2004 |         | Tito Santana (Merced Solis)                                | Shawn Michaels                                      | Two-time WWF Intercontinental Heavyweight Champion, 1989 King of the Ring and two-time WWF Tag Team Champion. |
| 2004 |         | Bobby "The Brain" Heenan (Raymond Heenan)                  | Blackjack Lanza                                     | Former commentator and long-time manager in AWA, WWF and WCW. |
| 2005 |         | Hulk Hogan (Terry Bollea)                                  | Sylvester Stallone                                  | Six-time WWF/E World Heavyweight Champion, six-time WCW World Heavyweight Champion, one-time WWE World Tag Team Champion and a two-time Royal Rumble winner (1990 and 1991). As of July 2015, Hulk Hogan's profile is no longer in the Hall of Fame section at WWE.com. However, this does not necessarily mean that Hogan has been removed from the WWE Hall of Fame completely. No statement has been made by WWE yet about this matter, however his name remained on the list of inductees for that year in the third volume of the WWE Encyclopedia released in 2016. |
| 2005 |         | "Rowdy" Roddy Piper (Roderick Toombs)                      | Ric Flair                                           | One-time WWF Intercontinental Heavyweight Champion and three-time NWA/WCW United States Heavyweight Champion. Host of Piper's Pit. |
| 2005 |         | "Cowboy" Bob Orton Jr.                                     | Randy Orton                                         | Held numerous NWA regional titles. |
| 2005 |         | Jimmy Hart                                                 | Jerry Lawler                                        | Long-time manager in WWF and WCW. |
| 2005 |         | "Mr. Wonderful" Paul Orndorff                              | Bobby Heenan                                        | Four-time NWA National Heavyweight Champion, one-time WCW World Television Champion and three-time WCW World Tag Team Champion. |
| 2005 |         | Nikolai Volkoff (Josip Peruzovic)                          | Jim Ross                                            | Three-time WWWF International Tag Team Champion and one-time WWF Tag Team Champion. |
| 2005 |         | Iron Sheik (Khosrow Vaziri)                                | Sgt. Slaughter                                      | One-time WWF World Heavyweight Champion and one-time WWF Tag Team Champion. |
| 2006 |         | Bret "Hit Man" Hart                                        | Stone Cold Steve Austin                             | Five-time WWF World Heavyweight Champion, two-time WCW World Heavyweight Champion, co-winner of the 1994 Royal Rumble and a two-time King of the Ring winner (1991 and 1993). |
| 2006 |         | Eddie Guerrero                                             | Chris Benoit, Rey Mysterio, and Chavo Guerrero      | Posthumous inductee: Represented by Vickie Guerrero and his two daughters Shaul and Sherilyn. One-time WWE Champion, two-time WCW/WWE United States Champion, two-time WWF/WWE Intercontinental Champion and four-time WWE Tag Team Champion. |
| 2006 |         | "Mean" Gene Okerlund                                       | Hulk Hogan                                          | Long-time AWA, WCW, and WWF/E interviewer and announcer. |
| 2006 | N/A     | Sensational Sherri (Sherri Russell)                        | Ted DiBiase                                         | One-time WWF Women's Champion and four-time AWA World Women's Champion. Former manager. |
| 2006 |         | Verne Gagne                                                | Greg Gagne                                          | Co-founder of the American Wrestling Association, 10-time AWA World Heavyweight Champion. |
| 2006 |         | "Mr. USA" Tony Atlas (Anthony White)                       | S.D. Jones                                          | One-time WWF Tag Team Champion, half of the first African American WWF World Tag Team Championship winning duo with Rocky Johnson. |
| 2007 |         | "The American Dream" Dusty Rhodes (Virgil Runnels Jr.)     | Cody Runnels and Dustin Rhodes                      | Three-time NWA World Heavyweight Champion, one-time NWA United States Heavyweight Champion two-time NWA World Tag Team Champion, two-time NWA World Six-Tag Team Champion, one-time NWA World Television Champion. Long-time lead booker for WCW. |
| 2007 |         | "Mr. Perfect" Curt Hennig                                  | Wade Boggs                                          | Posthumous inductee: Represented by his wife Leonice, his four children, his mother and his father Larry "The Axe" Hennig. One-time AWA World Heavyweight Champion, two-time WWF Intercontinental Heavyweight Champion, one-time WCW United States Heavyweight Champion, one-time WCW World Tag Team Champion. |
| 2007 |         | Jerry "The King" Lawler                                    | William Shatner                                     | One-time AWA World Heavyweight Champion, 35-time AWA Southern Heavyweight Champion, three-time WCCW World Heavyweight Champion, 28-time USWA Unified Champion and longtime color commentator for WWE. |
| 2007 | N/A     | Nick Bockwinkel                                            | Bobby Heenan                                        | Four-time AWA World Heavyweight Champion and three-time AWA World Tag Team Champion. |
| 2007 |         | Mr. Fuji (Harry Fujiwara)                                  | Don Muraco                                          | Five-time WWWF/WWF World Tag Team Champion. Former manager. |
| 2007 | N/A     | The Sheik (Edward Farhat)                                  | Rob Van Dam and Sabu                                | Posthumous inductee: Represented by his wife Joyce Farhat. Also known as "The Original Sheik", a two-time WWWF United States Heavyweight Champion, held over 20 NWA regional championships. |
| 2007 |         | Jim Ross                                                   | Stone Cold Steve Austin                             | Longtime lead announcer for WWF/E, WCW and other regional promotions; Head of WWF Talent Relations during the Attitude Era, signing many well known wrestlers. |
| 2008 |         | "Nature Boy" Ric Flair (Richard Fliehr)                    | Triple H                                            | Two-time WWF World Heavyweight Champion, six-time WCW World Heavyweight Champion, and eight-time NWA World Heavyweight Champion. Recognized by WWE as a 16-time World Heavyweight Champion, six-time NWA United States Heavyweight Champion, and one time WWE Intercontinental Champion. 1992 Royal Rumble winner. |
| 2008 | N/A     | "High Chief" Peter Maivia (Fanene Maivia)                  | The Rock                                            | Posthumous inductee: Represented by his daughter Ata Maivia Johnson. Held more than a dozen NWA regional championships. |
| 2008 | N/A     | "Soulman" Rocky Johnson (Wayde Bowles)                     | The Rock                                            | One-time WWF World Tag Team Champion, half of the first black WWF World Tag Team Championship winning duo with Tony Atlas. |
| 2008 |         | Mae Young                                                  | Pat Patterson                                       | First ever and one-time NWA United States Women's Champion and one-time NWA Women's World Tag Team Championship. |
| 2008 | N/A     | Eddie Graham (Edward Gossett)                              | Dusty Rhodes                                        | Posthumous inductee: Represented by his son Mike Graham. Promoter and booker for Championship Wrestling from Florida, held over 30 NWA regional championships including 18 in CWF. |
| 2008 | N/A     | Gordon Solie (Francis Labiak)                              | Jim Ross                                            | Posthumous inductee: Represented by his five children. Commentator, announcer and promoter for Championship Wrestling from Florida, later worked for World Championship Wrestling. |
| 2009 |         | Stone Cold Steve Austin (Steven Anderson)                  | Vince McMahon                                       | Six-time WWF (World Heavyweight) Champion, 1996 King of the Ring, three-time Royal Rumble winner (1997, 1998 and 2001). |
| 2009 |         | Ricky "The Dragon" Steamboat (Richard Blood)               | Ric Flair                                           | One-time NWA World Heavyweight Champion, three-time NWA United States Heavyweight Champion, and one-time WWF Intercontinental Heavyweight Champion. |
| 2009 |         | "Cowboy" Bill Watts                                        | Jim Ross                                            | Former wrestling promoter in the mid-south United States, one-time WWWF United States Tag Team Champion and held over 20 NWA regional championships. |
| 2009 |         | Howard Finkel                                              | Gene Okerlund                                       | WWE ring announcer since 1977 and first employee hired by the WWE in 1975. |
| 2009 |         | Koko B. Ware (James Ware)                                  | The Honky Tonk Man                                  | Held several NWA regional championships. |
| 2010 |         | "The Million Dollar Man" Ted DiBiase                       | Ted DiBiase Jr. and Brett DiBiase                   | Four-time Mid-South North American Heavyweight Champion, creator and two-time holder of the non-sanctioned Million Dollar Championship, three-time WWF World Tag Team Champion, 1988 King of the Ring. |
| 2010 |         | Antonio Inoki (Kanji Inoki)                                | Stan Hansen                                         | Founder of New Japan Pro Wrestling, two-time WWWF/WWF World Martial Arts Heavyweight Champion, and one-time IWGP Heavyweight Champion. |
| 2010 | N/A     | Wendi Richter                                              | Roddy Piper                                         | Two-time WWF Women's Champion, one-time AWA Women's Champion and two-time NWA Women's World Tag Team Champion. |
| 2010 | N/A     | Maurice "Mad Dog" Vachon                                   | Pat Patterson                                       | Five-time AWA World Heavyweight Champion. |
| 2010 |         | Gorgeous George (George Wagner)                            | Dick Beyer                                          | Posthumous inductee: Represented by his ex-wife Betty Wagner. One-time holder of the Boston version of the AWA World Heavyweight Championship. Portrayed as a flamboyant, arrogant, charismatic villain, George is credited with helping establish wrestling on television in the 1940s and 1950s. |
| 2010 | N/A     | Stu Hart                                                   | Bret Hart                                           | Posthumous inductee: Represented by Bret Hart and the Hart family. Established Stampede Wrestling in Calgary 1948, and ran it until 1984. Ran "The Dungeon" wrestling school and trained numerous WWE wrestlers. Patriarch of the Hart family. |
| 2011 |         | "The Heartbreak Kid" Shawn Michaels (Michael Hickenbottom) | Triple H                                            | Three-time WWF World Heavyweight Champion, one-time World Heavyweight Champion, three-time WWF Intercontinental Champion, two-time Royal Rumble winner (1995 and 1996), first WWE wrestler to achieve the "Grand Slam". |
| 2011 |         | "Hacksaw" Jim Duggan                                       | Ted DiBiase                                         | Winner of the first Royal Rumble match in 1988, one-time WCW United States Champion. |
| 2011 |         | "Bullet" Bob Armstrong (Joseph James)                      | Scott, Brad, and Brian Armstrong                    | Held several NWA regional championships. |
| 2011 |         | Sunny (Tamara Sytch)                                       | WWE Divas                                           | Billed by WWE as the first Diva. |
| 2011 |         | Abdullah the Butcher (Lawrence Shreve)                     | Terry Funk                                          | A hardcore legend known for appearing in a number of wrestling territories, holding a variety of regional championships. |
| 2012 |         | Mil Máscaras (Aaron Rodriguez)                             | Alberto Del Rio                                     | Mexican luchador. Máscaras was the first masked wrestler to perform in Madison Square Garden. |
| 2012 |         | Edge (Adam Copeland)                                       | Christian                                           | Four-time WWE Champion, a record seven-time World Heavyweight Champion, winner of the inaugural Money in the Bank ladder match and the 2010 Royal Rumble. He was also the 2001 King Of The Ring winner. He held the WWF/World and WWE Tag Team Championships a combined 14 times, more than any other wrestler. |
| 2012 |         | Ron Simmons                                                | John "Bradshaw" Layfield                            | First Black World Heavyweight Champion having won the WCW World Heavyweight Championship once. Wrestled in WWF/E as "Faarooq" where he was a three-time WWF Tag Team Champion with Bradshaw as The APA. |
| 2012 |         | Yokozuna (Rodney Anoaʻi)                                   | Jimmy Uso and Jey Uso                               | Posthumous inductee: Represented by cousin Rikishi and his family. Two-time WWF World Heavyweight Champion, two-time WWF Tag Team Champion, 1993 Royal Rumble winner. |
| 2013 |         | Mick Foley                                                 | Terry Funk                                          | Wrestled using various ring names, namely Cactus Jack, Mankind and Dude Love. Three-time WWF Champion, eight-time WWF Tag Team Champion, two-time ECW World Tag Team Champion, one-time WCW World Tag Team Champion and first WWF Hardcore Champion. |
| 2013 |         | Bob Backlund                                               | Maria Menounos                                      | Two-time WWWF/WWF (World) Heavyweight Champion and one-time WWF Tag Team Champion. |
| 2013 |         | Trish Stratus (Patricia Stratigias)                        | Stephanie McMahon                                   | A record seven-time WWF/E Women's Champion, three-time WWE Babe of the Year, voted Diva of the Decade during the Raw 10th Anniversary special. |
| 2013 |         | Bruno Sammartino                                           | Arnold Schwarzenegger                               | Two-time WWWF World Heavyweight Champion who holds the records for longest consecutive and cumulative reigns of seven and 11 years, respectively. |
| 2013 |         | Booker T (Robert Huffman)                                  | Stevie Ray                                          | Five-time WCW World Heavyweight Champion, one-time World Heavyweight Champion, a record six-time WCW World Television Champion, a record 11-time WCW World Tag Team Champion (10 of which came with his brother Stevie Ray as Harlem Heat), 2006 King Of The Ring winner. |
| 2014 |         | The Ultimate Warrior (James Hellwig)                       | Linda McMahon                                       | One-time WWF World Heavyweight Champion and two-time WWF Intercontinental Heavyweight Champion. |
| 2014 |         | Jake "The Snake" Roberts (Aurelian Smith Jr.)              | Diamond Dallas Page                                 | Credited as the inventor of the DDT, held several regional championships. |
| 2014 |         | Lita (Amy Dumas)                                           | Trish Stratus                                       | Four-time WWF/E Women's Champion. |
| 2014 |         | Paul Bearer (William Moody)                                | Kane                                                | Posthumous inductee: Represented by his sons Daniel and Michael. Longtime manager in WCCW (as Percy Pringle III) and in WWE (as Paul Bearer) most notably managing The Undertaker, Mankind and Kane. |
| 2014 |         | Carlos Colón (Carlos Colón González)                       | Carlito, Eddie, and Orlando Colón                   | Promoter of World Wrestling Council (WWC) in Puerto Rico, one-time NWA World Heavyweight Champion and 26-time WWC Universal Heavyweight Champion. |
| 2014 |         | Razor Ramon (Scott Hall)                                   | Kevin Nash                                          | Four-time WWF Intercontinental Champion, two-time WCW United States Heavyweight Champion, seven-time WCW World Tag Team Champion and 1997 World War 3 winner. |
| 2015 |         | "Macho Man" Randy Savage (Randy Poffo)                     | Hulk Hogan                                          | Posthumous inductee: Represented by his brother Lanny Poffo. Two-time WWF World Heavyweight Champion, four-time WCW World Heavyweight Champion, one-time WWF Intercontinental Heavyweight Champion, 1987 King of the Ring, and 1995 World War 3 winner. |
| 2015 |         | Rikishi (Solofa Fatu Jr.)                                  | Jimmy Uso and Jey Uso                               | One-time WWF Intercontinental Champion, two-time WWF/World Tag Team Champion and one-time WWE Tag Team Champion. |
| 2015 |         | Alundra Blayze (Debrah Miceli)                             | Natalya                                             | Three-time WWF Women's Champion. Known in other companies as Madusa, she became the first woman to win the WCW Cruiserweight Championship and was a one-time AWA World Women's Champion. |
| 2015 |         | Larry Zbyszko (Lawrence Whistler)                          | Bruno Sammartino                                    | Two-time AWA World Heavyweight Champion, one-time WCW World Television Champion, one-time WCW World Tag Team Champion and one-time WWWF Tag Team Champion |
| 2015 |         | Tatsumi Fujinami                                           | Ric Flair                                           | Six-time IWGP Heavyweight Champion, one-time NWA World Heavyweight Champion, one-time WWF International Tag Team Champion, two-time WWF International Heavyweight Champion and two-time WWF Junior Heavyweight Champion. |
| 2015 |         | Kevin Nash                                                 | Shawn Michaels                                      | Also known as Diesel, he is a one-time WWF World Heavyweight Champion, five-time WCW World Heavyweight Champion, one-time WWF Intercontinental Champion, nine-time WCW World Tag Team Champion, two-time WWF Tag Team Champion, and 1998 World War 3 winner. |
| 2016 |         | Sting (Steve Borden)                                       | Ric Flair                                           | Six-time WCW World Heavyweight Champion, two-time WCW International World Heavyweight Champion, two-time NWA World Heavyweight Champion, two-time WCW United States Heavyweight Champion, three-time WCW World Tag Team Champion, and one-time NWA World Television Champion. |
| 2016 |         | The Godfather (Charles Wright)                             | The APA (John "Bradshaw" Layfield and Ron Simmons)  | One-time WWF Intercontinental Champion, One-time WWF Tag Team Champion. |
| 2016 |         | Big Boss Man (Ray Traylor, Jr.)                            | Slick                                               | Posthumous inductee: Represented by his wife Angela and his daughters Lacy and Megan. Four-time WWF Hardcore Champion, one-time WWF Tag Team Champion. |
| 2016 |         | Jacqueline (Jacqueline Moore)                              | The Dudley Boyz (Bubba Ray Dudley and D-Von Dudley) | Two-time WWF Women's Champion and the first African American WWF Women's Champion, one-time WWE Cruiserweight Champion (the only woman to win the title in WWE). The first African American woman to be inducted. |
| 2016 |         | Stan Hansen (John Hansen II)                               | Vader                                               | One-time AWA World Heavyweight Champion, one-time NWA United States Heavyweight Champion. |
| 2017 |         | Kurt Angle                                                 | John Cena                                           | Four-time WWF/WWE Champion, one-time World Heavyweight Champion, one-time WCW Champion, and the 2000 King of the Ring winner. |
| 2017 |         | Theodore Long                                              | The APA (John "Bradshaw" Layfield and Ron Simmons)  | Longtime referee, manager, and on-screen authority figure in WCW and WWE. |
| 2017 |         | Diamond Dallas Page (Page Falkinburg)                      | Eric Bischoff                                       | Three-time WCW World Heavyweight Champion, two-time WCW United States Heavyweight Champion, one-time WWF Tag Team Champion, and four-time WCW World Tag Team Champion. |
| 2017 |         | Beth Phoenix (Elizabeth Kocianski)                         | Natalya                                             | One-time WWE Divas Champion, three-time WWE Women's Champion, and the 2008 Slammy Award winner for Diva of the Year. |
| 2017 |         | "Ravishing" Rick Rude (Richard Rood)                       | Ricky Steamboat                                     | Posthumous inductee: Represented by his wife Michelle, his daughter Merissa and his son Rick Rood. Three-time WCW International World Heavyweight Champion, one-time WWF Intercontinental Champion, one-time WCW United States Heavyweight Champion one-time and last NWA American Heavyweight Champion, one-time and first WCCW World Heavyweight Champion |